# 국제금융로
국제금융로(國際金融路)는 대한민국의 서울특별시 영등포구 여의도동 중심지를 연결하는 도로이다.

## 노선 경로
| 이름             | 접속 노선      | 비고 |
| ---------------- | -------------- | ---- |
| 삼거리 명칭 미상 | 여의대로       |      |
| 문화방송사앞     | 여의나루로     |      |
| 한양아파트앞     | 여의대방로     |      |
| 성모병원앞       | 63로, 여의동로 |      |

## 주요 건물 및 시설
- 서울국제금융센터(서울특별시 영등포구 국제금융로 10)
- 중소기업진흥공단 (서울특별시 영등포구 국제금융로 24)
- 미래에셋대우 (서울특별시 영등포구 국제금융로 56)
- MBC 플러스미디어 (서울특별시 영등포구 국제금융로 52)
- 여의도동주민센터 (서울특별시 영등포구 국제금융로 124)